# Acció Cultural Valenciana
Ne doit pas être confondu avec Acció Cultural del País Valencià.
Acció Cultural Valenciana (en catalan ; « Action culturelle valencienne », en abrégé ACV) est une entité valencianiste fondé le 8 mars 1930 par un groupe d'universitaires de diverses sensibilités politiques dans l'optique de promouvoir la conscience identitaire du Pays valencien, en Espagne.

## Histoire
ACV est fondée le 8 mars 1930, un mois après la chute de la dictature de Primo de Rivera, par des étudiants et de jeunes licenciés, presque tous nés après 1907, dans le but d'apaiser les tensions entre la gauche et la droite valencianistes et de rechercher le consensus.
Ses membres appartiennent aux deux tendances, mais ils « partageaient le désir de travailler ensemble à la reconstruction de la personnalité valencienne, plaçant cet objectif au-dessus des divergences politiques ». L'entité peut être considérée comme « apolitique », car elle se focalisait sur les questions culturelles et « nationales ». ACV est au créée pour venir compléter et approfondir le travail entrepris depuis la Taula de Lletres Valencianes, fondée en 1927.
Son premier conseil de direction est présidé par Germà Vicens i Moltó, avec Emili Gómez Nadal comme secrétaire, Jesús G. Tolsà comme vice-secrétaire, Frances Bañón i Viciedo comme trésorière, Manuel Sanchis Guarner comme comptable et Juli Feo Cremades comme bibliothécaire. Étaient également membres : Antoni Igual Úbeda, Carles Tudela et Josep Llavador.
Son canal d'expression est la revue bimensuelle Acció Valenciana, dont paraissent 24 numéros entre avril 1930 et avril 1931, sous-titré « Periòdic universitari que tendeix a educar valencianament a les nostres joventuts » (« Revue universitaire qui tend à éduquer notre jeunesse à la manière valencienne [valenciennement] »), dont le premier directeur est Felip Mateu i Llopis, remplacé plus tard par Lluís Querol.
La posture apolitique de l'entité l'a desservi dans le climat tendu et polarisé des années 1930 en Espagne, dans lequel différents secteurs valencianistes opposés ont commencé à intervenir dans la vie publique sans se coordonner.

## Idéologie
Dans manifeste publié dans Acció Valenciana le 23 septembre 1930, le groupe explique son objectif d'union de la droite et de la gauche valencianistes pour faire parvenir leur alternative à la société valencienne et renforcer le mouvement valencianiste qu'il considère encore en cours de gestation.
Concernant l'Université, ses membres proposent sa modernisation et son « redressement » sa trajectoire et déplorent l'hostilité du corps enseignement à la « valencianisation de notre culture ».
Le groupe se fédéra avec l'organisation barcelonaise Palestra et la majorquine Associació per a la Cultura, et fut l'une des premières entités valencianistes à œuvrer explicitement dans une optique pancatalane.
Par exemple, Acció Valenciana ignora la proclamation de la Seconde République espagnole et salua au contraire « joyeusement l'implantation officielle de l'État catalan ». Peu auparavant, elle s'était alliée à l'organisation catalane Palestra et à l'Associació per la Cultura de Mallorca. Un article intitulé « Escolta, valencià » (« Écoute, Valencien »), publié dans Acció Valenciana le 20 mars 1931, déclare :

« Si ton valencianisme est encore anticatalaniste, cela signifie que tu as une idée mesquine de ce que vaut Valence, et une grande confusion sur les idées nationalistes. Regarde bien, et apprends-le par cœur, une fois pour toutes, si tu prétends être patriote et de te débarrasser des stigmates qui sont peut-être devenus naturels dans ton humanité : Alicante-Castellón-Valence sont trois « provinces » espagnoles, mais pas une nation. Barcelone-Gérone-Lérida-Tarragone sont quatre « provinces » espagnoles, mais pas une nation. Ces sept « provinces », divisées au gré de l'« État », sont pour l'histoire, avec Majorque et le Roussillon, une nation universellement reconnue... Une nation peut avoir plusieurs États juridiques : mais, par dessus tout, il y a l'État racial qui forme la résistance spirituelle de la nation ; plus vous faciliterez le développement de l'unité de l'État racial, plus la nation sera parfaite, car les États juridiques uniront mieux leurs forces contre les étrangères, jusqu'à annuler toute fragmentation au bénéfice de l'unité du pouvoir. »